# Forbach (Baden)
Forbach ( /fɔːrˈbɑːk/ for-BAHK, tiếng Đức: [ˈfɔʁbax] ) là thị xã thuộc huyện Rastatt, bang Baden-Württemberg, Đức. Nơi đây nằm trong thung lũng sông Murg, phía bắc của dãy núi Rừng Đen.

## Thị trưởng
- 1998-2014: Kuno Kußmann (CDU)
- Từ năm 2014: Katrin Buhrke